# Hemitriecphora desaegheri
Hemitriecphora desaegheri är en insektsart som först beskrevs av Victor Lallemand 1920.  Hemitriecphora desaegheri ingår i släktet Hemitriecphora och familjen spottstritar. Inga underarter finns listade i Catalogue of Life.